# Guillermo Muñoz
Guillermo Muñoz Ramírez (ur. 20 października 1961 w Monterrey) – meksykański piłkarz występujący na pozycji lewego obrońcy.

## Kariera klubowa
Muñoz pochodzi z Monterrey i jest wychowankiem tamtejszego zespołu CF Monterrey, w barwach którego zadebiutował w meksykańskiej Primera División – 19 stycznia 1985 w przegranym 0:2 spotkaniu z Club León. Premierowego gola w najwyższej klasie rozgrywkowej strzelił za to 18 października 1986 w wygranej 2:1 konfrontacji z Américą. Podstawowym i kluczowym zawodnikiem Monterrey był przez niemal dziewięć lat, rozgrywając 242 ligowe mecze. W sezonie México '86 wywalczył tytuł mistrzowski – pierwszy zarówno w swojej karierze, jak i w historii klubu. W rozgrywkach 1990/1991 triumfował w Copa México, natomiast dwa lata później zanotował tytuł wicemistrza kraju.
Latem 1993 Muñoz przeszedł do ekipy Club León, gdzie jeszcze w tym samym roku doszedł do finału Pucharu Mistrzów CONCACAF. W Leónie grał przez dwa sezony, a karierę zakończył w swoim rodzinnym mieście Monterrey w wieku 35 lat, w drużynie Tigres UANL, z którą spadł do drugiej ligi.

## Kariera reprezentacyjna
W seniorskiej reprezentacji Meksyku Muñoz zadebiutował 17 stycznia 1987 w wygranym 3:1 meczu towarzyskim z Salwadorem. Cztery lata później został powołany przez selekcjonera Manuela Lapuente na Złoty Puchar CONCACAF, gdzie rozegrał dwa spotkania i zajął ze swoją kadrą narodową trzecie miejsce. W 1992 roku wystąpił w czterech meczach wchodzących w skład eliminacji do Mistrzostw Świata 1994, na które jego ekipa się ostatecznie zakwalifikowała. W 1993 roku wziął za to udział w turnieju Copa América. Meksykanie debiutowali wówczas w tych rozgrywkach i z Muñozem w składzie doszli aż do finału, przegrywając w nim 1:2 z Argentyną. Sam zawodnik nie rozegrał na tym turnieju ani jednego spotkania i bilans reprezentacyjny zakończył z 20 spotkaniami na koncie bez zdobytej bramki.